# Christine Chubbuck
Christine Chubbuck (ur. 24 sierpnia 1944 w Hudson w Ohio, zm. 15 lipca 1974 w Sarasota na Florydzie) – amerykańska dziennikarka.

## Życiorys
Christine Chubbuck chorowała na depresję. Skupienie Chubbuck na jej braku intymnych relacji jest powszechnie uważane za siłę napędową jej depresji. Jej matka później podsumowała, że „jej samobójstwo było po prostu dlatego, że jej życie osobiste nie było wystarczające”. Żaliła się współpracownikom, że zbliżają się jej 30. urodziny, a ona wciąż jest dziewicą, która nigdy nie była na więcej niż dwóch randkach z mężczyzną. Po rozmowie z szefem stacji WXLT otrzymała zgodę na przygotowanie reportażu na temat samobójstw. Podczas przygotowywania materiału dowiedziała się od policjanta, że najskuteczniejszym sposobem popełnienia samobójstwa jest oddanie strzału w tył głowy z rewolweru o kalibrze 38.
15 lipca 1974 roku Chubbuck pojawiła się na wizji i prowadziła program Suncoast Digest. Po 8 minutach od rozpoczęcia audycji przygnębionym głosem powiedziała:

Zgodnie z polityką kanału 40, polegającą na dostarczaniu wam krwi i wnętrzności na żywo i w kolorze, zobaczycie po raz pierwszy – próbę samobójczą.

Po wypowiedzeniu tych słów Chubbuck postrzeliła się rewolwerem za prawym uchem. Aż do strzału pracownicy studia telewizyjnego traktowali jej słowa jako żart. Zabrano ją do szpitala Satosa Memorial, gdzie ogłoszono jej zgon czternaście godzin od zdarzenia. Program ten był nagrywany przez studio telewizyjne, na specjalne życzenie Chubbuck (wcześniej WXLT nie nagrywała poprzednich programów). Z powodu braku magnetowidów na rynku, nie rozpowszechniło się nagranie ze sceną samobójczą. Jedyna kopia nagrania znajdowała się do 2016 roku w posiadaniu WXLT. Po prośbach rodziny i wyroku sądowym zdecydowano, że nagranie to nie zostanie sprzedane ani opublikowane, jednakże w lutym 2017 roku w Internecie owo nagranie rzekomo się pojawiło, lecz okazało się nieprawdziwe.

## Odniesienia w kulturze
Część wydarzeń z życia Chubbuck wykorzystano w filmie Sieć reż. Sidneya Lumeta. W 2016 r. powstał film w reżyserii Antonio Camposa pt. Christine, opowiadający o życiu dziennikarki. Tytułową rolę zagrała Rebecca Hall.